# Maslam
Le maslam est une langue tchadique biu-mandara du groupe kotoko, parlée au sud-ouest du Tchad, ainsi qu'au Cameroun, dans la Région de l'Extrême-Nord, dans le département du Logone-et-Chari, au nord-ouest de Kousséri, dans l'arrondissement de Makary, plus précisément dans les villages de Maltam et Sao.
Elle est liée à l'afade, au mpade, au malgbe, au mser et au lagwan.
Le nombre total de locuteurs a été estimé à 5 000. Avec 250 locuteurs au Cameroun en 2004, le maslam y est considéré comme une langue moribonde (statut 8a).